# 6.ª etapa del Tour de Francia 2019
La 6.ª etapa del Tour de Francia 2019 tuvo lugar el 11 de julio de 2019 entre Mulhouse y La Planche des Belles Filles sobre un recorrido de 157 km y fue ganada por el belga Dylan Teuns del Bahrain Merida tras ser el más fuerte de la escapada del día. El italiano Giulio Ciccone del Trek-Segafredo, segundo clasificado en la etapa, arrebató el maillot jaune a Julian Alaphilippe por tan solo 6 segundos.

## Clasificación de la etapa
| \| Clasificación de la etapa \| Clasificación de la etapa \| Clasificación de la etapa \| Clasificación de la etapa \| Clasificación de la etapa \| \| Ciclista \| Ciclista \| Equipo \| Tiempo \| \| \| ------------------------- \| ------------------------- \| ------------------------- \| ------------------------- \| ------------------------- \| \| 1.º \| Dylan Teuns \| Bahrain-Merida \| 4 h 29 min 03 s \| \| \| 2.º \| Giulio Ciccone \| Trek-Segafredo \| + 11 s \| \| \| 3.º \| Xandro Meurisse \| Wanty-Gobert \| + 1 min 05 s \| \| \| 4.º \| Geraint Thomas \| Team Ineos \| + 1 min 44 s \| \| \| 5.º \| Thibaut Pinot \| Groupama-FDJ \| + 1 min 46 s \| \| \| 6.º \| Julian Alaphilippe \| Deceuninck-Quick Step \| + 1 min 46 s \| \| \| 7.º \| Nairo Quintana \| Movistar Team \| + 1 min 51 s \| \| \| 8.º \| Emanuel Buchmann \| Bora-Hansgrohe \| + 1 min 51 s \| \| \| 9.º \| Jakob Fuglsang \| Astana \| + 1 min 53 s \| \| \| 10.º \| Mikel Landa \| Movistar Team \| + 1 min 53 s \| \| |                    |                       |                 |
| |                    |                       |                 |
| Fuente: ProCyclingStats |                    |                       |                 |
| Clasificación de la etapa |                    |                       |                 |
| Ciclista | Ciclista           | Equipo                | Tiempo          |
| 1.º | Dylan Teuns        | Bahrain-Merida        | 4 h 29 min 03 s |
| 2.º | Giulio Ciccone     | Trek-Segafredo        | + 11 s          |
| 3.º | Xandro Meurisse    | Wanty-Gobert          | + 1 min 05 s    |
| 4.º | Geraint Thomas     | Team Ineos            | + 1 min 44 s    |
| 5.º | Thibaut Pinot      | Groupama-FDJ          | + 1 min 46 s    |
| 6.º | Julian Alaphilippe | Deceuninck-Quick Step | + 1 min 46 s    |
| 7.º | Nairo Quintana     | Movistar Team         | + 1 min 51 s    |
| 8.º | Emanuel Buchmann   | Bora-Hansgrohe        | + 1 min 51 s    |
| 9.º | Jakob Fuglsang     | Astana                | + 1 min 53 s    |
| 10.º | Mikel Landa        | Movistar Team         | + 1 min 53 s    |

## Clasificaciones al final de la etapa

### Clasificación general(Maillot Jaune)
| \| Clasificación general \| Clasificación general \| Clasificación general \| Clasificación general \| Clasificación general \| \| Ciclista \| Ciclista \| Equipo \| Tiempo \| \| \| --------------------- \| --------------------- \| --------------------- \| --------------------- \| --------------------- \| \| 1.º \| Giulio Ciccone \| Trek-Segafredo \| 23 h 14 min 55 s \| \| \| 2.º \| Julian Alaphilippe \| Deceuninck-Quick Step \| + 6 s \| \| \| 3.º \| Dylan Teuns \| Bahrain-Merida \| + 32 s \| \| \| 4.º \| George Bennett \| Team Jumbo-Visma \| + 47 s \| \| \| 5.º \| Geraint Thomas \| Team Ineos \| + 49 s \| \| \| 6.º \| Egan Bernal \| Team Ineos \| + 53 s \| \| \| 7.º \| Thibaut Pinot \| Groupama-FDJ \| + 58 s \| \| \| 8.º \| Steven Kruijswijk \| Team Jumbo-Visma \| + 1 min 04 s \| \| \| 9.º \| Michael Woods \| EF Education First \| + 1 min 13 s \| \| \| 10.º \| Rigoberto Urán \| EF Education First \| + 1 min 15 s \| \| |                    |                       |                  |
| |                    |                       |                  |
| Fuente: ProCyclingStats |                    |                       |                  |
| Clasificación general |                    |                       |                  |
| Ciclista | Ciclista           | Equipo                | Tiempo           |
| 1.º | Giulio Ciccone     | Trek-Segafredo        | 23 h 14 min 55 s |
| 2.º | Julian Alaphilippe | Deceuninck-Quick Step | + 6 s            |
| 3.º | Dylan Teuns        | Bahrain-Merida        | + 32 s           |
| 4.º | George Bennett     | Team Jumbo-Visma      | + 47 s           |
| 5.º | Geraint Thomas     | Team Ineos            | + 49 s           |
| 6.º | Egan Bernal        | Team Ineos            | + 53 s           |
| 7.º | Thibaut Pinot      | Groupama-FDJ          | + 58 s           |
| 8.º | Steven Kruijswijk  | Team Jumbo-Visma      | + 1 min 04 s     |
| 9.º | Michael Woods      | EF Education First    | + 1 min 13 s     |
| 10.º | Rigoberto Urán     | EF Education First    | + 1 min 15 s     |

### Clasificación por puntos(Maillot Vert)
| Clasificación por puntos | Clasificación por puntos | Clasificación por puntos | Clasificación por puntos | Clasificación por puntos |
| Ciclista                 | Ciclista                 | Equipo                   | Puntos                   |                          |
| ------------------------ | ------------------------ | ------------------------ | ------------------------ | ------------------------ |
| 1.º                      | Peter Sagan              | Bora-Hansgrohe           | 144 pts                  |                          |
| 2.º                      | Michael Matthews         | Team Sunweb              | 98 pts                   |                          |
| 3.º                      | Elia Viviani             | Deceuninck-Quick Step    | 92 pts                   |                          |
| 4.º                      | Sonny Colbrelli          | Bahrain-Merida           | 88 pts                   |                          |
| 5.º                      | Matteo Trentin           | Mitchelton-Scott         | 75 pts                   |                          |
| 6.º                      | Mike Teunissen           | Team Jumbo-Visma         | 64 pts                   |                          |
| 7.º                      | Greg Van Avermaet        | CCC Team                 | 62 pts                   |                          |
| 8.º                      | Jasper Stuyven           | Trek-Segafredo           | 48 pts                   |                          |
| 9.º                      | Julian Alaphilippe       | Deceuninck-Quick Step    | 47 pts                   |                          |
| 10.º                     | Caleb Ewan               | Lotto-Soudal             | 46 pts                   |                          |

### Clasificación de la montaña(Maillot à Pois Rouges)
| Clasificación de la montaña | Clasificación de la montaña | Clasificación de la montaña | Clasificación de la montaña | Clasificación de la montaña |
| Ciclista                    | Ciclista                    | Equipo                      | Puntos                      |                             |
| --------------------------- | --------------------------- | --------------------------- | --------------------------- | --------------------------- |
| 1.º                         | Tim Wellens                 | Lotto-Soudal                | 43 pts                      |                             |
| 2.º                         | Giulio Ciccone              | Trek-Segafredo              | 30 pts                      |                             |
| 3.º                         | Xandro Meurisse             | Wanty-Gobert                | 27 pts                      |                             |
| 4.º                         | Dylan Teuns                 | Bahrain-Merida              | 13 pts                      |                             |
| 5.º                         | Natnael Berhane             | Cofidis, Solutions Crédits  | 13 pts                      |                             |
| 6.º                         | Toms Skujiņš                | Trek-Segafredo              | 9 pts                       |                             |
| 7.º                         | Thomas de Gendt             | Lotto-Soudal                | 8 pts                       |                             |
| 8.º                         | Geraint Thomas              | Team Ineos                  | 4 pts                       |                             |
| 9.º                         | Simon Clarke                | EF Education First          | 4 pts                       |                             |
| 10.º                        | Greg Van Avermaet           | CCC Team                    | 2 pts                       |                             |

### Clasificación del mejor joven(Maillot Blanc)
| Clasificación del mejor joven | Clasificación del mejor joven | Clasificación del mejor joven | Clasificación del mejor joven | Clasificación del mejor joven |
| Ciclista                      | Ciclista                      | Equipo                        | Tiempo                        |                               |
| ----------------------------- | ----------------------------- | ----------------------------- | ----------------------------- | ----------------------------- |
| 1.º                           | Giulio Ciccone                | Trek-Segafredo                | 23 h 14 min 55 s              |                               |
| 2.º                           | Egan Bernal                   | Team Ineos                    | + 53 s                        |                               |
| 3.º                           | Enric Mas                     | Deceuninck-Quick Step         | + 1 min 23 s                  |                               |
| 4.º                           | David Gaudu                   | Groupama-FDJ                  | + 1 min 52 s                  |                               |
| 5.º                           | Wout van Aert                 | Team Jumbo-Visma              | + 13 min 20 s                 |                               |
| 6.º                           | Nils Politt                   | Katusha-Alpecin               | + 16 min 11 s                 |                               |
| 7.º                           | Gregor Mühlberger             | Bora-Hansgrohe                | + 16 min 45 s                 |                               |
| 8.º                           | Maximilian Schachmann         | Bora-Hansgrohe                | + 16 min 53 s                 |                               |
| 9.º                           | Laurens De Plus               | Team Jumbo-Visma              | + 17 min 53 s                 |                               |
| 10.º                          | Tiesj Benoot                  | Lotto-Soudal                  | + 19 min 41 s                 |                               |

### Clasificación por equipos(Classement par Équipe)
| Clasificación por equipos | Clasificación por equipos | Clasificación por equipos | Clasificación por equipos |
| Equipo                    | Equipo                    | Tiempo                    |                           |
| ------------------------- | ------------------------- | ------------------------- | ------------------------- |
| 1.º                       | Trek-Segafredo            | 70 h 19 min 27 s          |                           |
| 2.º                       | Movistar Team             | + 1 min 19 s              |                           |
| 3.º                       | Groupama-FDJ              | + 2 min 04 s              |                           |
| 4.º                       | EF Education First        | + 4 min 26 s              |                           |
| 5.º                       | Ineos                     | + 7 min 46 s              |                           |
| 6.º                       | Team Jumbo-Visma          | + 8 min 31 s              |                           |
| 7.º                       | Bahrain-Merida            | + 10 min 20 s             |                           |
| 8.º                       | UAE Team Emirates         | + 11 min 03 s             |                           |
| 9.º                       | Astana                    | + 11 min 40 s             |                           |
| 10.º                      | AG2R La Mondiale          | + 13 min 28 s             |                           |

## Abandonos
- Patrick Bevin, no tomó la salida porque tenía dos costillas fracturadas debido a una caída sufrida en la 4.ª etapa.[2]
- Nicolas Edet, enfermo, abandonó durante el transcurso de la etapa.[3]